# 惠民路 (上海)
惠民路是中華人民共和國上海市一條橫跨虹口區和楊浦區的東西走向道路，西起東大名路-楊樹浦路，東至蘭州路，建於20世紀20年代，最初名為倍開爾路（Baikal Road），1943年更名為惠民路。惠民路沿途有里弄和花園住宅。其中惠民路73弄桃源里建於1921年，其他還有一些建於1920至1930年代的里弄。惠民路375弄於1916年成為上海精武體育會的會址。惠民路692號則為1930年建成的的由法國耶穌會神父崔頤才主持建造的和平堂。另外歷史上惠民路沿途有犹太人公墓。